# OpenOffice.org

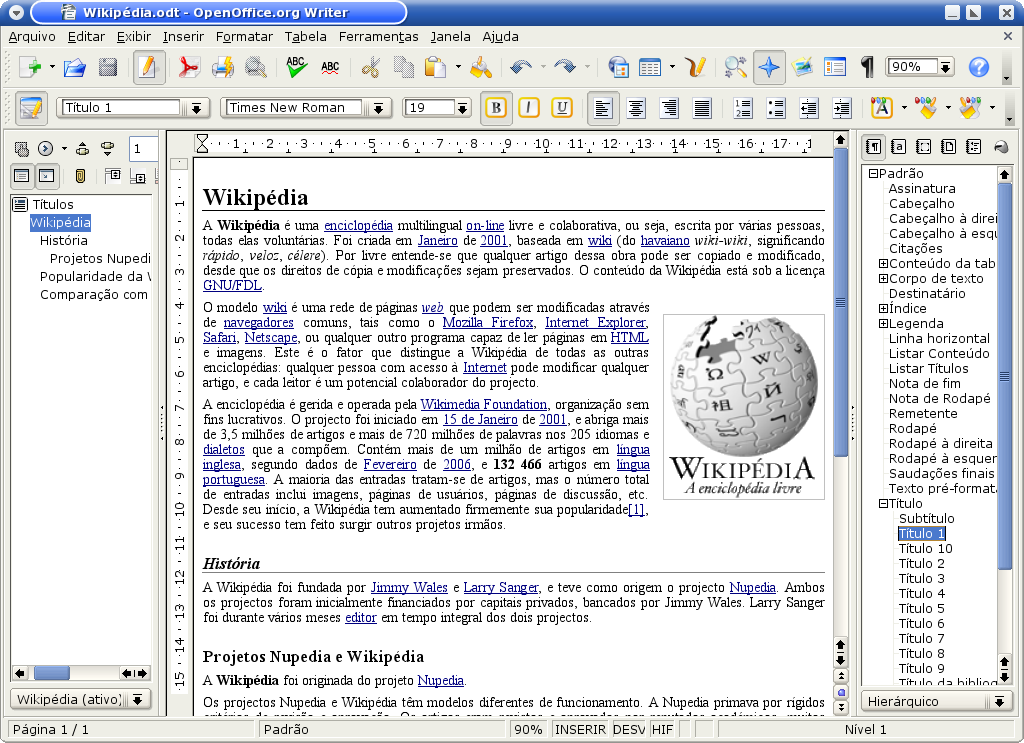
Lay-out OpenOffice.org 2.0 Writer

OpenOffice.org (afgekort OOo) was een opensource-kantoorsoftwarepakket dat werd gedistribueerd onder de LGPL-licentie. Voorheen was dit een duale licentie SISSL/LGPL. Er waren versies voor Linux, Windows, Solaris (Sparc), en macOS.
In juni 2011 droeg Oracle het gehele Openoffice.org-project, inclusief de broncode, over aan de Apache Software Foundation, dat het project sinds december 2011 Apache OpenOffice noemt.

## Geschiedenis

### Star Division en Sun
OpenOffice ontstond uit StarOffice van het Duitse bedrijf Star Division. In 1998 werd dit softwarepakket voor privégebruikers gratis ter beschikking gesteld onder de naam "StarOffice 5.0 Personal Edition"; de betalende versie voor bedrijven bleef bestaan. Nadat Sun Microsystems Star Division overnam, werd StarOffice 5.2 nog gratis ter beschikking gesteld. Met de lancering van StarOffice 6 in 2002 werd het pakket echter betalend. De broncode en een gratis versie met de naam OpenOffice werden onder de GPL-licentie ter beschikking gesteld. Het verschil tussen OpenOffice.org 1.0 en StarOffice 6 bestond uit een databanktoepassing, speciale fonts, templates, clip art, enkele bestandsfilters en training en support van Sun.

### Oracle
Nadat Oracle Sun Microsystems overgenomen had, bleef de gratis versie van het pakket bestaan onder de naam OpenOffice.org, maar de licentie veranderde in LGPL versie 3.
De betaalde versie kreeg de naam Oracle Open Office. Tegelijk werd ook Oracle Cloud Office, een webgebaseerde versie, aangekondigd.

### LibreOffice
In september 2010 richtten vrijwilligers van OpenOffice.org The Document Foundation op om OpenOffice.org verder te ontwikkelen onder de naam LibreOffice. LibreOffice is eveneens beschikbaar voor Windows, Mac en Linux. Het project wordt gesteund door ondernemingen zoals Red Hat, Novell, Google Inc. en Canonical Ltd..

### Apache Software Foundation
In april 2011 besliste Oracle om te stoppen met de ontwikkeling met een commerciële variant van OpenOffice.org en om het softwarepakket te herleiden tot een puur gemeenschapsgebaseerd project. Het succes van LibreOffice speelde waarschijnlijk mee in de beslissing van Oracle om de commerciële kant van OpenOfice.org op te geven. Heel wat werknemers en bedrijven waren inmiddels overgestapt op de fork LibreOffice.
In juni 2011 droeg Oracle het gehele Openoffice.org project, inclusief de broncode, over aan de Apache Software Foundation, dat het project sinds december 2011 Apache OpenOffice noemt (.org is dus weggevallen uit de naam). Met de overdracht aan de Apache Software Foundation is ook de licentievorm gewijzigd. Werd OpenOffice.org gepubliceerd onder de LGPL-licentie, Apache OpenOffice wordt onder de Apache-licentie (versie 2.0) verspreid.

## Naam
Het softwarepakket heette OpenOffice.org vanwege een handelsmerkconflict met een aantal internationale bedrijven dat de naam "Open Office" al eerder gebruikte. Onder andere in de Benelux was deze naam al in 1999 in gebruik door een bedrijf dat automatiseringsoplossingen op basis van Linux en opensourcesoftware levert. Sinds maart 2000 is "Open Office" door dit bedrijf als merk geregistreerd bij het Benelux-Bureau voor de Intellectuele Eigendom.

## Licentie
OpenOffice werd gedistribueerd onder de LGPL. Voorheen was dit een dubbellicentie van SISSL en LGPL.

## Doelstelling
OpenOffice was een opensourceproject met als doelstelling: De ontwikkeling van hét internationaal toonaangevende kantoorpakket, dat door de voornaamste besturingssystemen wordt ondersteund, en dat toegang biedt tot alle functionaliteit en gegevens via open, componentgebaseerde API's en een op XML gebaseerd bestandsformaat.
OpenOffice was bovendien het product dat in deze context wordt ontwikkeld: een voor iedereen vrij kantoorpakket met modules voor tekstverwerking, spreadsheet, vectorgrafiek, HTML-bewerking en presentatie. Qua functieomvang en bediening was het vergelijkbaar met de bekende (niet gratis) kantoorpakketten. Het was goed bruikbaar voor thuisgebruik en in veel gevallen ook in bedrijven. Sommige computerwinkels boden OpenOffice.org aan als optie bij het kopen van een computer. Programmeurs mogen de broncode als startpunt gebruiken, aanpassingen aanbrengen en eventueel commercialiseren.
OpenOffice.org was algemeen gezien als belangrijkste alternatief voor marktleider Microsoft Office. OpenOffice.org gebruikte het standaarddocumentformaat OpenDocument, waardoor met name overheidsorganisaties in verschillende landen (die steeds meer verplicht worden om een open bestandsformaat te gebruiken) neigde naar overstappen.

## Modules
Het pakket bestond uit de volgende programma's:
- Writer voor tekstdocumenten en HTML-documenten (vergelijkbaar met Microsoft Word)
- Calc voor werkbladen (spreadsheets) (vergelijkbaar met Microsoft Excel)
- Base voor databases (sinds OOo 2.0) (vergelijkbaar met Microsoft Access)
- Draw voor tekeningen (vectorgrafiek)
- Impress voor presentaties (vergelijkbaar met Microsoft PowerPoint)
- Math voor formules

Deze programma's kunnen bestanden in verschillende formaten openen en opslaan. Standaard worden documenten opgeslagen als XML-bestand. Andere bestandsformaten worden ook ondersteund, zoals de meeste bestanden uit de Microsoft Office-bundel. Ook bestaat er de mogelijkheid om PDF te exporteren.
OpenOffice zou kunnen worden uitgebreid met zogenaamde extensies: gebruikers kunnen extensies downloaden van een aparte website; ontwikkelaars van extensies vinden de nodige informatie in de wikipagina's van het project.

## Versiegeschiedenis
| Versie     | Opmerking                           | Verschijningsdatum |
| ---------- | ----------------------------------- | ------------------ |
| n.v.t.     | Vrijgave broncode                   | 13 oktober 2000    |
| Build 638c | Bètaversie                          | oktober 2001       |
| 1.0        | Versie 1                            | 1 mei 2002         |
| 1.0.3.1    | Geschikt voor Windows 95            | 2 mei 2003         |
| 1.1        | -                                   | 2 september 2003   |
| 1.1.3      | -                                   | 4 oktober 2004     |
| 1.1.5      | Laatste update versie 1             | 14 september 2005  |
| 2.0        | Versie 2                            | 20 oktober 2005    |
| 2.0.1      | -                                   | 21 december 2005   |
| 2.0.2      | -                                   | 8 maart 2006       |
| 2.0.3      | -                                   | 29 juni 2006       |
| 2.0.4      | -                                   | 13 oktober 2006    |
| 2.1.0      | -                                   | 12 december 2006   |
| 2.2.0      | -                                   | 28 maart 2007      |
| 2.2.1      | -                                   | 12 juni 2007       |
| 2.3.0      | -                                   | 17 september 2007  |
| 2.3.1      | Stabiliteits- en beveiligingsupdate | 4 december 2007    |
| 2.4.0      |                                     | 27 maart 2008      |
| 2.4.1      |                                     | 10 juni 2008       |
| 3.0        | Versie 3                            | 13 oktober 2008    |
| 2.4.2      |                                     | 29 oktober 2008    |
| 3.0.1      |                                     | 27 januari 2009    |
| 3.1.0      |                                     | 7 mei 2009         |
| 3.1.1      |                                     | 31 augustus 2009   |
| 3.2        |                                     | 11 februari 2010   |
| 3.2.1      |                                     | 3 juni 2010        |
| 3.3        |                                     | 25 januari 2011    |

## Internationale versies
OpenOffice was beschikbaar in enkele tientallen talen. De vertaling van de gebruikersinterface en de hulpinformatie wordt uitgevoerd door localisatieprojecten.

## OOo4Kids
OOo4Kids was een vereenvoudigde versie van OpenOffice.org voor kinderen van 7 tot 12 jaar. Het programma was beschikbaar in meerdere talen, waaronder ook het Nederlands. Het was echter geen officiële variant.